# William Perlberg
William Perlberg (Łódź, 22 oktober 1900 – Los Angeles, 31 oktober 1968) was een Amerikaans filmproducent.

## Levensloop
Perlberg werd geboren in de Poolse stad Łódź als Wolf Perelberg. Zijn vader was een Joodse bontfabrikant die in 1904 naar de Verenigde Staten emigreerde. Voor zijn carrière in de filmindustrie was hij werkzaam als bonthandelaar voor zijn vader. In de jaren 20 werkte hij als talentenjager en als persoonlijk assistent voor Harry Cohn, de oprichter van Columbia Pictures. Tijdens zijn 30-jarige carrière produceerde hij verschillende kaskrakers voor de grootste filmmaatschappijen in Hollywood. Hij werkte regelmatig samen met George Seaton aan films als The Song of Bernadette (1943), Miracle on 34th Street (1947) en The Country Girl (1954).

## Filmografie
- 1936: The King Steps Out
- 1937: The Devil Is Driving
- 1937: It's All Yours
- 1937: It Happened in Hollywood
- 1938: No Time to Marry
- 1938: Start Cheering
- 1938: There's Always a Woman
- 1938: The Lady Objects
- 1939: Let Us Live
- 1939: Good Girls Go to Paris
- 1939: Golden Boy
- 1940: The Doctor Takes a Wife
- 1940: This Thing Called Love
- 1941: Charley's Aunt
- 1941: Remember the Day
- 1942: Son of Fury: The Story of Benjamin Blake
- 1942: Ten Gentlemen from West Point
- 1942: The Magnificent Dope
- 1943: Claudia
- 1943: The Meanest Man in the World
- 1943: Hello, Frisco, Hello
- 1943: Coney Island
- 1943: Sweet Rosie O'Grady
- 1943: The Song of Bernadette
- 1944: The Eve of St. Mark
- 1945: Diamond Horseshoe
- 1945: Where Do We Go from Here?
- 1945: Junior Miss
- 1945: State Fair
- 1946: Claudia and David
- 1947: The Shocking Miss Pilgrim
- 1947: Miracle on 34th Street
- 1947: Forever Amber
- 1948: Escape
- 1948: Apartment for Peggy
- 1949: Chicken Every Sunday
- 1949: Britannia Mews
- 1949: It Happens Every Spring
- 1949: Slattery's Hurricane
- 1950: Wabash Avenue
- 1950: The Big Lift
- 1950: I'll Get By
- 1950: For Heaven's Sake
- 1951: Rhubarb
- 1952: Aaron Slick from Punkin Crick
- 1952: Anything Can Happen
- 1952: Somebody Loves Me
- 1953: Little Boy Lost
- 1954: The Country Girl
- 1954: The Bridges at Toko-Ri
- 1956: The Proud and Profane
- 1957: The Tin Star
- 1958: Teacher's Pet
- 1959: But Not for Me
- 1960: The Rat Race
- 1961: The Pleasure of His Company
- 1962: The Counterfeit Traitor
- 1963: The Hook
- 1964: 36 Hours